# Fruit of the Loom
Fruit of the Loom est une entreprise américaine d'habillement. Son siège se situe à Bowling Green, dans l'État du Kentucky. Son nom et son logo sont une sorte d'autoréférence ; « loom » signifiant métier à tisser en anglais, et le logo représentant des fruits.

## Histoire

### Fondation
Fruit of the Loom fut fondée par Robert Knight (en), propriétaire d'une usine de textile dans l'État de Rhode Island. Le logo de la marque fut inspiré par les dessins de la fille de l'un de ses amis, Rufus Skeel, gérant d'un magasin à Providence et propriétaire d'un verger. Sa fille plaça un jour une nature morte, représentant une pomme rouge, sur un rouleau de tissu posé dans le magasin de son père. Le dessin sembla attirer les clients, ce qui donna l'idée à Rufus Skeel d'apposer des dessins sur les rouleaux de son magasin pour stimuler les ventes. Le tissu provenait de l'usine de Knight, qui adopta l'idée pour décorer ses étiquettes, en ajoutant le descriptif Fruit of the Loom. Il déposa cette marque commerciale auprès de l'USPTO en 1871 et l'entreprise B. B. & R. Knight, Inc. produisit des vêtements sous cette marque dans une usine située à Manchaug, village appartenant à la commune de Sutton. Deux grappes de fruits furent ajoutées par la suite autour de la pomme. L'entreprise, entretemps revendue par la famille Knight, adopta le nom Fruit of the Loom, Inc. en 1938,.

### Rachats successifs

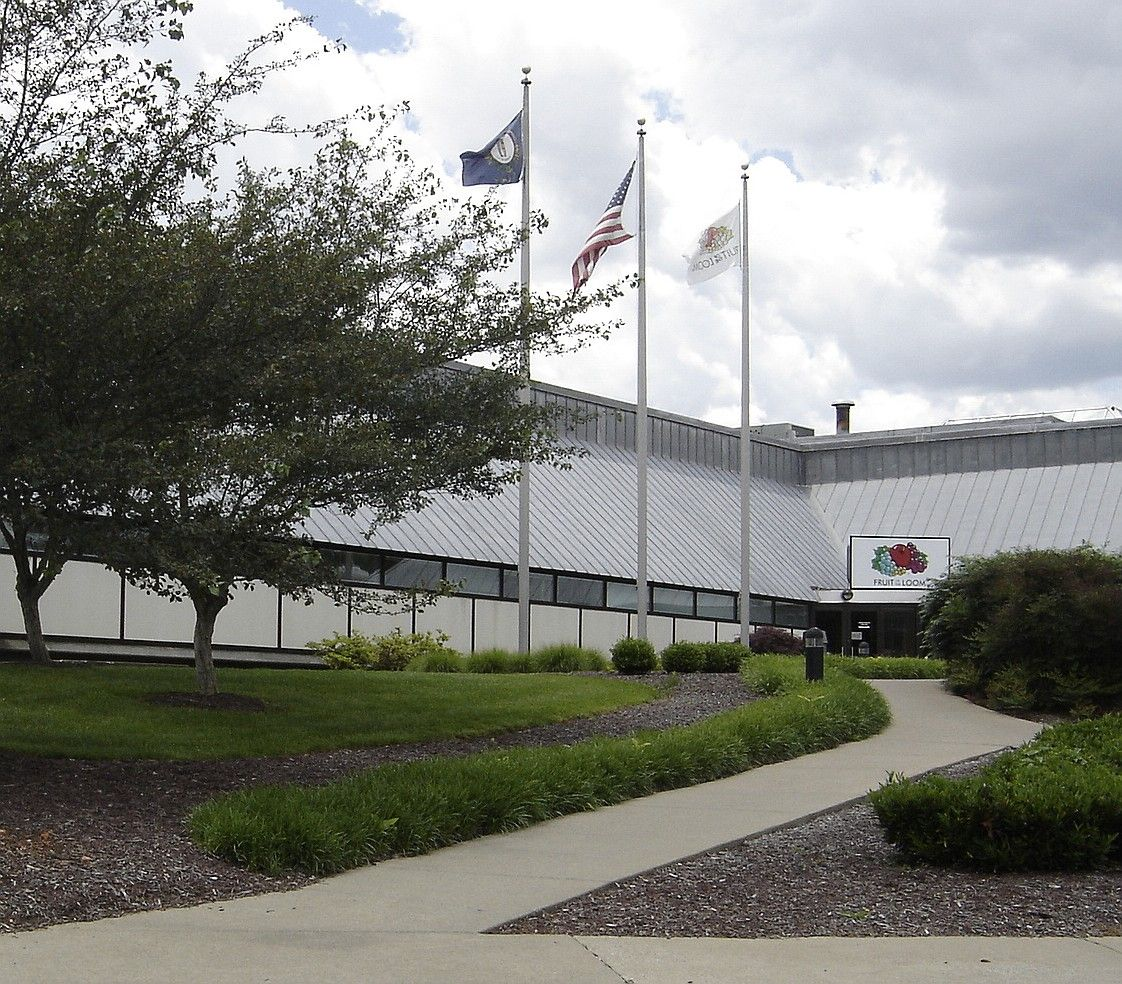
Siège social de Fruit of the Loom à Bowling Green (Kentucky)

Fruit of the Loom vendit des licences autorisant des fabricants de vêtements à utiliser sa marque. En 1938, Union Underwear, société fondée par Jacob Goldfarb, acquit les droits exclusifs d'utilisation de la marque. Philadelphia & Reading Corp racheta Union Underwear en 1955. Afin de pouvoir disposer de la marque à perpétuité, PRC racheta également la compagnie Fruit of the Loom en 1961. Northwest Industries, Inc. prit le contrôle de PRC en 1968 avant d'être elle-même achetée en 1985 par William F. Farley dans le cadre d'une acquisition par emprunt.

### L'ère Farley
L'entreprise rencontra des difficultés à la fin des années 1990, le cours de l'action s'effondra et en août 1999 le conseil d'administration décida de rappeler John B. Holland, parti en retraite trois ans auparavant, afin de remplacer Farley en tant que CEO. L'entreprise se plaça sous la protection du chapitre 11 de la loi américaine sur les faillites à la fin de l'année après avoir enregistré une perte annuelle de 576 millions de dollars et avoir accumulé une dette de 1,6 milliard,.

### Berkshire Hathaway
Fin 2001, la société d'investissement Berkshire Hathaway accepta d'acheter Fruit of the Loom pour 835 millions. Le rachat fut effectif l'année suivante,. En 2009, l'entreprise fut touchée par les effets de la crise économique et supprima 7 944 emplois, soit 23 % de ses effectifs. Les bénéfices du segment auquel elle appartient au sein de Berkshire furent réduits de moitié.
Fruit of the Loom a acheté Russell Brands LLC, privant ainsi l'ancien concurrent d'une partie de ses activités, dans le cadre d'une transaction évaluée à 598,3 millions de dollars, conclue le 1er août 2006.
En 2014, l'entreprise a fermé son usine de Jamestown, dans le Kentucky, qui avait été la deuxième plus grande usine de l'État, et a licencié les 600 employés. L'entreprise a reconnu qu'elle transférait les activités de l'usine au Honduras pour réduire les coûts de production.